# Нигослав
Нигослав (на гръцки: Νικόκλεια, Никоклия, до 1926 година Νικοσλάβη, Никослави) е село в Република Гърция, в дем Висалтия, област Централна Македония с 1316 жители (2001).

## География
Селото е разположено в Сярското поле, северозападно от град Нигрита.

## История

### Античност и Средновековие
На 4 km югозападно от Нигослав, в Богданската планина е разположена античната и средновековна крепост Хисар (Исар), която може би е античният Алорос.

### В Османската империя
През XIX век и началото на XX век Нигослав е село, числящо се към Сярската каза на Османската империя. В 1835 година е построена църквата „Свети Димитър“.
Александър Синве ("Les Grecs de l’Empire Ottoman. Etude Statistique et Ethnographique"), който се основава на гръцки данни, в 1878 година пише, че в Негослави (Négoslavy) живеят 360 гърци. Според „Етнография на вилаетите Адрианопол, Монастир и Салоника“, издадена в Константинопол в 1878 година и отразяваща статистиката на населението от 1873, Нигослав (Nigoslav) има 60 домакинства с 40 жители мюсюлмани и 128 жители гърци. В 1889 година Стефан Веркович (Топографическо-этнографическій очеркъ Македоніи) пише за Нигослав:
| „ | Нигослав е смесено село; една църква, една джамия; християните са гърци, мохамеданите – турци коняри; отстои на 2 часа от Нигрита. | “ |

В 1891 година Георги Стрезов пише за селото:
| „ | Негослав, населено от турци и гърци, 4 часа на ЮЗ от Сяр, 1 час от Чуприща. Пътят е равен и добър лете; зиме не струва. Негослав е разположен при полите на планината; произвежда всичките хлебни растения и всякакви овощия, които се разпродават по Сяр и Солун. Гръцка църква; 20 къщи турци; 25 гърци и 20 българе. | “ |

Според Васил Кънчов („Македония. Етнография и статистика“) в началото на XX век Нягослав има 130 жители българи християни, 120 турци и 200 гърци.
По данни на секретаря на Българската екзархия Димитър Мишев („La Macédoine et sa Population Chrétienne“) в 1905 година в Никослав (Nikoslav) живеят 425 гърци.

### В Гърция
Името на селото е сменено в 1926 година на Никоклия. През 20-те години в селото са заселени гърци бежанци. В 1928 година Нигослав е представено като смесено местно-бежанско село с 20 бежански семейства и 84 жители общо.
| Име         | Име                 | Ново име     | Ново име     | Описание                                                     |
| ----------- | ------------------- | ------------ | ------------ | ------------------------------------------------------------ |
| Саиш        | Σάης                | Пидима       | Πήδημα       | възвишение в Богданската планина на ЮЗ от Нигослав (515 m)   |
| Коджа Каран | Κοτζά Καράνι        | Дохион       | Δοχεΐον      | възвишение в Богданската планина на ЮЗ от Нигослав           |
| Була        | Μπούλα              | Пигес        | Πηγές        | възвишение в Богданската планина на Ю от Нигослав (238,6 m)  |
| Баракова    | Μπαράκοβα, Μπράκοβα | Пардалон     | Παρδαλλόν    | възвишение в Богданската планина на ЮЮЗ от Нигослав          |
| Бекератика  | Μπεκεράθηκα         | Амбелонес    | Άμπελώνες    | местност на ЮИ от Нигослав и на СЗ от Черпища                |
| Кара Таш    | Καρά Τάς            | Маври Петра  | Μαύρη Πέτρα  | възвишение в Богданската планина на ЮЗ от Нигослав (776,3 m) |
| Чиплаци     | Τσιπλάκια           | Гимни Корифи | Γυμνή Κορυφή | възвишение в Богданската планина на З от Нигослав            |
| Харият      | Χαριάτ              | Портес       | Πόρτες       | възвишение в Богданската планина на ЮЗ от Нигослав (414 m)   |
| Ляска       | Λιάσκα              | Фундукия     | Φουντουκιά   | възвишение в Богданската планина на ЮЮЗ от Нигослав (356 m)  |
| Чучура      | Τσούτσουρας         | Ризомата     | Ριζώματα     | местност на ЮЗ от Нигослав                                   |

## Личности
Родени в Нигослав
- Георгиос Митрижикис, агент (трети клас) на гръцката въоръжена пропаганда в Македония[14]
- Георгиос Таскудис, деец на гръцката въоръжена пропаганда в Македония[15]

Починали в Нигослав
- Пасхалис Цянгас (1873 – 1907), гръцки свещеник, капитан на Гръцката въоръжена пропаганда в Македония